# Zdzisław Kostrzewa
Zdzisław Kostrzewa (Wrocław, 1955. október 26. – Melbourne, 1991. május 20.), lengyel válogatott labdarúgókapus.
A lengyel válogatott tagjaként részt vett az 1978-as világbajnokságon.

## Sikerei, díjai
Śląsk Wrocław
- Lengyel kupa (1): 1986–87